# Petre Daea
Petre Daea (n. 2 noiembrie 1949, Șișești, România) este un politician român. Începând cu data de 8 iulie 2022 până pe 15 iunie 2023 a ocupat funcția de ministru al Agriculturii și Dezvoltarii rurale în Guvernul Nicolae Ciucă, după demisia lui Adrian-Ionuț Chesnoiu, în urma începerii urmăririi sale penale.

## Carieră politică
Petre Daea a fost ales senator în legislatura 2004–2008 din partea județului Mehedinți pe listele partidului PSD, apoi reales senator în legislatura 2008-2012 și ales deputat în legislatura 2012-2016. În legislatura 2004-2008, Petre Daea a fost membru în grupurile parlamentare de prietenie cu Republica Coreea, Regatul Spaniei, Republica Slovenia, Australia și Ungaria. În legislatura 2004-2008, Petre Daea a înregistrat 272 de luări de cuvânt în 153 de ședințe parlamentare. Petre Daea a inițiat 25 de propuneri legislative, din care 4 au fost promulgate legi. 
În legislatura 2008-2012, Petre Daea a fost membru în grupurile parlamentare de prietenie cu Republica Portugheză, Republica Austria și Australia. În legislatura 2008-2012, Petre Daea a înregistrat 123 de luări de cuvânt în 49 de ședințe parlamentare și a inițiat 31 de propuneri legislative, din care 6 au fost promulgate legi. 
În legislatura 2012-2016, Petre Daea a fost membru în grupurile parlamentare de prietenie cu Republica Portugheză, Republica Africa de Sud. În legislatura 2012-2016, Petre Daea a înregistrat 38 de luări de cuvânt în 30 de ședințe parlamentare și a inițiat 18 propuneri legislative, din care 7 au fost promulgate legi. 
A fost ministru al agriculturii în perioada 14 iulie–28 decembrie 2004 în guvernul condus de Adrian Năstase, iar între ianuarie 2017 și noiembrie 2019 a fost ministru al agriculturii în guvernele Grindeanu, Tudose și Dăncilă.
În perioada 1970–1989 a fost membru al Partidului Comunist Român, în care a intrat din convingere. Până în 1989 a deținut funcția de adjunct șef de secție la Comitetul Județean de Partid, la secția pentru agricultură.
În 8 iulie 2022, a redevenit ministru al Agriculturii și Dezvoltării Rurale în guvernul Ciucă.